# Svinmålla
Svinmålla (Chenopodium album) är en ört. Den betraktas ofta som ogräs i trädgårdsland och andra marker med bar jord, men är vanlig i norra Indien som nyttoväxt och matgröda - bladen kan användas på samma sätt som spenat. I engelska texter kallas den ibland vid sitt hindi-namn bathua eller bathuwa (बथुआ).

## Växtmiljö
Svinmålla är ett av Sveriges allra vanligaste örtogräs och en välkänd kolonisatör. Om man efter ett bygge eller dylikt lämnar efter sig en jordhög eller icke-bevuxen slänt, är svinmållan ofta den första växten som slår rot. Den dominerar ofta vegetationen under den första tiden. Därför ser man den ofta exempelvis längs med nybyggda motorvägar.

## Som ogräs
Den förekommer på alla typer av jordar men trivs extra bra på mulljordarna. När förutsättningarna är de rätta (ljus, vatten, näring) kan en planta producera stora mängder frön. Vid eventuella bristsituationer (t.ex. konkurrens från grödan) är plantan väldigt anpassningsbar och producerar en del frön ändå. I grödor som majs, sojabönor och sockerbetor kan den orsaka stora skördeförluster tack vare dess starka konkurrensförmåga mot dessa arter. 

## Bekämpning
För att bekämpa svinmålla kan man bland annat göra det med hjälp av växtföljden. Man kan t.ex. odla vall som är väldigt konkurrenskraftig för att bekämpa ogräset. Ett annat sätt är att öka andelen höstsådda grödor då svinmållan är sommarannuell. I och med att det då inte sker någon bearbetning på våren så stimuleras ej fröna att gro i samma utsträckning. I växande gröda kan man även utnyttja radhackning och kemiska bekämpningsmedel för att bekämpa svinmållan. Svinmållan har en relativt hög herbicidkänslighet även om den historiskt sett varit högre.

## Användning

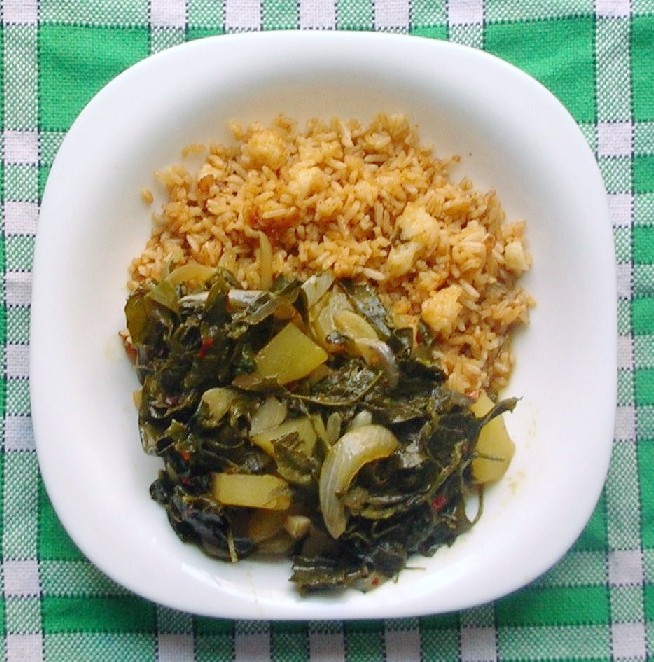
Curry på ris och blad av svinmålla, med lök och potatis.

Medan svinmållan i Europa och Nordamerika oftast ses som ogräs, har växten i stora delar av Afrika och Asien en lång historia både som foderväxt till djuren och som människoföda. Svinmålla kan, liksom sin amarantväxtssläkting spenat, med fördel stuvas eller användas till grönsakssoppa.
De unga bladen och skotten kan ätas som en bladgrönsak, antingen ångkokt hel eller kokad/stuvad som spenat. Överdosering av svinmålla kan dock ge bieffekter, på grund av växtens höga innehåll av oxalsyra (jämför med rabarber). Varje planta producerar tusentals svarta frön. De är rika på protein, A-vitamin, kalcium och kalium. En annan nära besläktad växt som odlas särskilt för frönas skull är quinoa. Svinmålla används också inom som medicinalväxt inom den traditionella afrikanska läkekonsten.
Arkeologer har analyserat förkolnade växtrester i kökkenmöddingar och kvarlämnade ugnar från järnåldern och romerska bosättningar i Europa. De fann där frön från svinmålla, blandat med frön av sädesslag, liksom de fann fröna i magarna på järnåldersmänniskor funna i danska mossar.
I Indien kallas växten bathua (hindi), och den är vanlig under vinterhalvåret. Bladen och de unga skotten på plantan används i maträtter som Sarson Da Saa, soppor, curryrätter och det fyllda brödet paratha. Det sistnämnda är särskilt populärt i Punjab. Fröna från svinmålla används till phambra och laafi – grötliknande rätter i Himachal Pradesh – liksom i de svaga alkoholdryckerna soora och ghanti.